# Marodeur

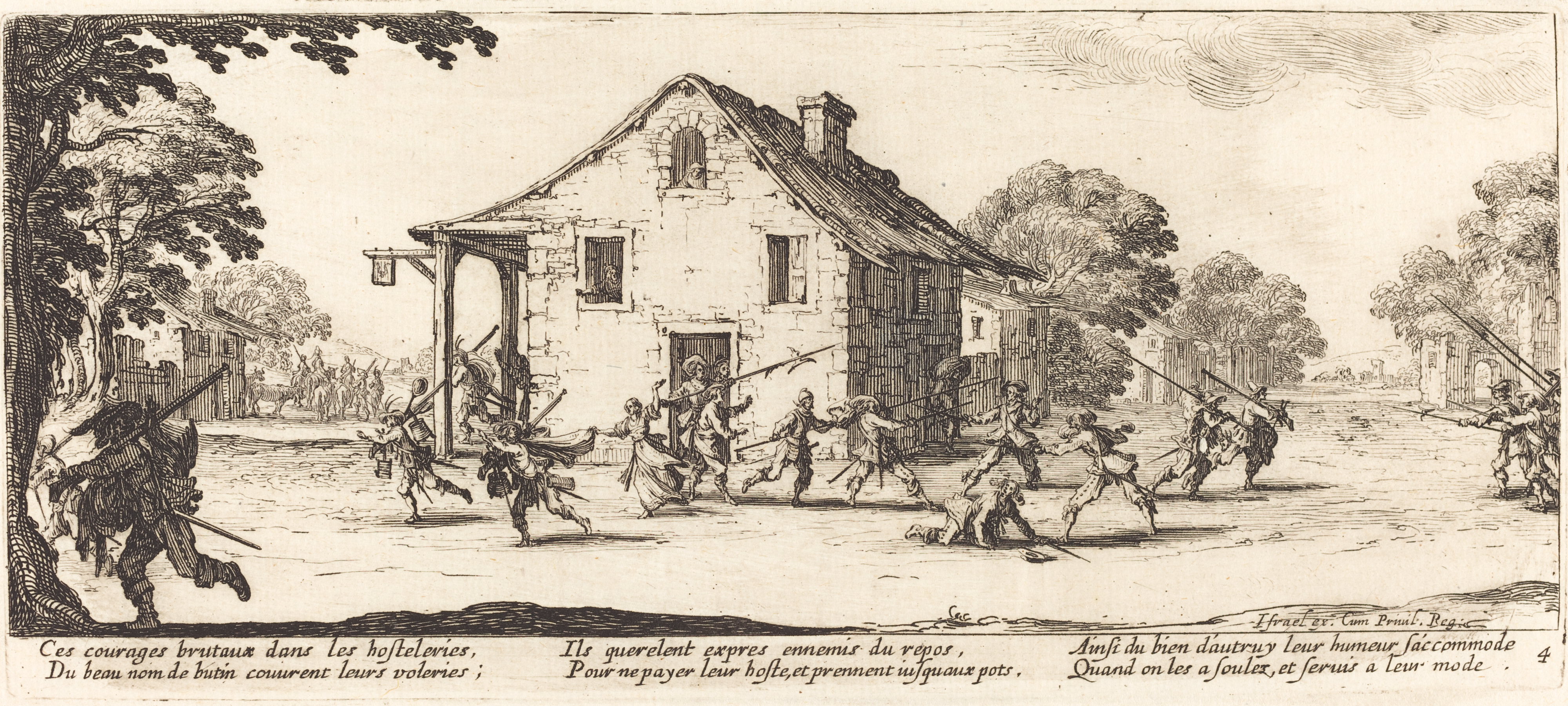
Jacques Callot: La maraude, 1633 (aus der Serie Les misères de la guerre)

Als Marodeur bezeichnet man jemanden, der am Rande von Kampfhandlungen brandschatzt, plündert, erpresst, raubt, stiehlt, vergewaltigt oder mordet. Zumeist handelt es sich dabei um durch Krankheit oder Verwundung untauglich gewordene und ausgemusterte oder wegen Verfehlungen aus der Truppe ausgestoßene Kombattanten oder um Deserteure.
Der Begriff ist abgeleitet vom französischen maraude oder maraudage, was „Felddiebstahl“ oder „Mundraub“ – besonders durch Soldaten – bedeutet. Verwandt ist das deutsche Eigenschaftswort marode, welches synonym zu „heruntergekommen, verfallen“ oder „verkommen“ verwendet wird.
Marodeure schließen sich häufig in Banden zusammen. Je länger ein Konflikt andauert, desto größer wird naturgemäß das Marodeursunwesen, weil die Zahl der Menschen wächst, die keine andere Überlebensmöglichkeit mehr haben oder sehen. Aus diesem Grund war eine große Zahl von Marodeuren auch eine der Begleiterscheinungen des Dreißigjährigen Krieges. Das Phänomen ist jedoch nicht auf die Frühe Neuzeit beschränkt.
Als Marod (Plural: Marode) wurden in der k.u.k. Armee wegen Krankheit oder Verwundung nicht einsatzfähige Soldaten bezeichnet. Als Adjektiv ist marod oder marode auch der allgemeine Ausdruck für einen schlechten oder gebrechlichen Zustand.